# Jean-Claude Borelly
Jean-Claude Borelly (París, 2 de julio de 1953) es un director de orquesta, trompetista y flautista francés. Es uno de los representantes, como solista de la modalidad de Easy-listening o Música instrumental hacia las décadas de los 70 y 80. Su melodía emblema es la pieza llamada Dolannes Melody.

## Biografía

### Inicios
A los 7 años descubrió su pasión por la trompeta al ver en una actuación en televisión al destacado músico estadounidense Louis Armstrong. Conoció a un trompetista de L'Opera de París quien lo inició en el instrumento y quien le acompañó durante todo el tiempo que ejerció sus estudios en el Conservatorio y en la Escuela Normal de Músicos. Hacia 1972 se convirtió en músico profesional y se desempeñó en diversas revistas musicales y cabarets parisinos. En 1975, conoció a sus compatriotas, los compositores Paul de Senneville y Oliver Touissant quienes le ofrecen su primera oportunidad discográfica mediante la empresa francesa "Disques Delphine". En esa primera producción grabó los temas de la cinta francesa Un linceul n'a pas de poches (Una mortaja no tiene bolsillos) de la cual se convirtió en tema exitoso el tema  Dolannes Melody (Melodía de Dolannes, conocida también en español como La flauta de Pan) y que logró la posición número 1 en las listas de música popular durante 4 meses en diversos países de Europa (Francia, Suiza, Bélgica, Alemania, Austria y Los Países Bajos) así también en países de América como México, sus ventas alcanzaron 5 millones de álbumes vendidos en todo el mundo. En 1976, logró su segundo mayor éxito internacional, con su segundo álbum que contenía Concerto de la Mer -Concierto del Mar- con el cual inició una gran gira en Francia con la radio Europe 1.

### Finales de los 70s y años 80s y 90s
De 1977 a 1984 , realizó giras artísticas por el mundo y de 1985 a 1986 animó junto con su gran orquesta la emisión Cadence 3 transmitida por FR3. Durante los años 90, recibió dos nuevos discos de oro con la compilación de sus interpretaciones destacadas. Su espectáculo Trompette de feu (Trompeta de fuego) fue llevado al menos a 60 ciudades de Francia. Warner leroy (filial de Warner Company) le propuso la animación de grandes veladas en Tavern on the green ubicado en Central Park, Nueva York y en varias ciudades estadounidenses, como Dallas, Boston, Miami, Santa Mónica, Memphis, San Diego y Sacramento. En 1995 se instaló en Las Vegas para dar conciertos y aprender de las técnicas musicales de destacados músicos del negocio del espectáculo.

### Hacia el 2000
En el año 2000, Borelly regresó a Francia. Entre 2001 y 2002, Dominique Farrugia le confió, cada día, la animación musical de La Grosse Emisión dentro de la cadena Comédie. Siempre en esta misma cadena televisiva, animó en dúo con Stéphane Guillon, la emisión Comedie the Story. En el 2003 hizo un dúo musical con Michaël Youn dentro del filme La Beuze. Compuso y grabó su álbum titulado La Melodie du Lac d'Amour (La Melodia del lago de amor). En el 2005, dentro de la casa discográfica Wagram, lanzó un álbum llamado De las Vegas a Paris. En el 2007, efectuó una gran gira de conciertos en iglesias y catedrales. En marzo del 2009, lanzó otro álbum discográfico nombrado Du Choeur à la Lumière (El Coro de la Luz). Jean-Claude Borelly tiene una trayectoria resumida en 18 álbumes grabados, más de 15 millones de discos vendidos en 23 países y más de 2000 conciertos..

## Distinciones y premios
- 22 discos de Oro

## Discografía
- 1975:
  - Dolannes melody[2]
- 1976:
  - Sérénade pour deux amours (Label: Delphine)[3]
  - Le concerto de la mer (Label: Delphine)[3]
  - J'accuse (Label : Delphine)[3]
- 1977:
  - Allez les verts[4]
  - Les oiseaux de thaïlande[4]
  - La petite musique de nuit (Label: Delphine)[3]
  - Love sérénade (Label: Delphine/Discodis)[3]
  - Un amour d'été (Label: Delphine)[3]
  - Happy melody (Label: Delphine)[3]
- 1978:
  - Don't go breaking my heart[4]
  - Magic fly[4]
  - Onyx[4]
  - Oxygene[4]
  - Porque te vas[4]
  - Le coeur de sylvie (Label : Delphine/Discodis)[3]
- 1979:
  - Climat (Label: Delphine)[3]
  - Au dela des nuages (Label: Delphine/Discodis)[3]
- 1980:
  - Gloria (Label: Delphine)[3]
- 1981:
  - La guerre des étoiles[4]
- 1983:
  - L'amour au grand soleil (Label: Delphine/Disc'AZ)[3]
- 1984:
  - Musiciens, musiciens: Cadence 3 (Label: Delphine)[3]
- 2000:
  - La mélodie du lac d'amour
- 2002: 
  - De Las Vegas à Paris
- ????:
  - Les 24 merveilles de la trompette: Volume 1
  - Les 24 merveilles de la trompette: Volume 2
- 2009:
  - Du choeur à la lumière